# Prvosenka nejmenší
Prvosenka nejmenší (Primula minima) je vysokohorský druh prvosenky, který roste v horských oblastech Evropy (Alpy, Sudety, Karpaty, Balkán). V České republice se vyskytuje vzácně ve vyšších polohách Krkonoš.

## Popis
Prvosenka nejmenší je vytrvalá, nízká bylina s přízemní růžicí a jednokvětým (vzácně dvoukvětým), bezlistým, krátkým stvolem. Listy jsou kožovité, hladké a lesklé, 0,5 až 2,5 cm dlouhé a 0,3 až 0,8 cm široké, klínovité, vpředu uťaté a hrubě zubaté. Řapík je nezřetelný, křídlatý. Květy jsou jasně růžovočervené, nevonné. Kalich je přitisklý ke korunní trubce, oblý, zakončený trojúhelníkovitými cípy. Korunní trubka je asi 2x delší než kalich. Korunní lem je plochý. Plodem je podlouhle vejcovitá, 3 až 5 mm dlouhá tobolka. Kvete v červnu a červenci, v nižších polohách již v průběhu května.

## Rozšíření
Areál prvosenky nejmenší zahrnuje některá evropská pohoří. Vyskytuje se v Alpách, Karpatech a Krkonoších, izolované arely jsou v Srbsku a Bulharsku. V rámci České republiky se vyskytuje pouze ve vyšších polohách Krkonoš, na Slovensku v Tatrách. Druh se vyskytuje na nechráněných, exponovaných stanovištích v alpínských a subalpínských polohách. Vyhledává kyselé, hlinité půdy s příměsí skeletu, často roste i ve skalních štěrbinách. V Krkonoších roste v nadmořských výškách nad 1100 metrů. Její výskyt je udáván např. ze Sněžky, Vysokého kola, Luční hory, Kotle, Úpské jámy, Labského dolu a Krakonošovy zahrádky.

## Taxonomie
Druh Primula minima je v rámci rodu Primula řazen do podrodu Auriculastrum, sekce Auricula a podsekce Cyanopsis. Do této podsekce je řazeno 10 výhradně evropských, vesměs horských druhů, z nichž P. minima má největší areál rozšíření. Centrum rozšíření této skupiny je v jižních Alpách, některé druhy se vyskytují v Balkánských pohořích, Pyrenejích nebo i Bulharsku.